# Джон Мейджор
Сер Джон Ме́йджор (англ. Sir John Major; нар. 29 березня 1943, Лондон, Велика Британія) — британський політик, прем'єр-міністр Великої Британії з 1990 по 1997 рік від Консервативної партії; у 1990, після того, як у зв'язку з розбіжностями в партії Маргарет Тетчер, яка подала у відставку зі всіх посад, був обраний лідером партії і внаслідок цього призначений королевою прем'єр-міністром.
Після того, як консерватори зазнали нищівної поразки на виборах 1997, Мейджора на посаді прем'єра змінив лейборист Тоні Блер.

## Початок політичної кар'єри
Народився в Лондоні у сім'ї колишнього циркача, який згодом став театральним менеджером. Близько двох десятиліть працював у банківській сфері.
Джон Мейджор цікавився політикою з юного віку. За порадою свого товариша Дерека Стоуна, члена Консервативної партії, він став виголошувати промови на імпровізованій трибуні на ринку Брікстона. У 1964 році, у віці 21 року він висунув свою кандидатуру до ради боро Ламберт, і несподівано був вибраний. У раді він був заступником голови комітету з будівництва. Проте в 1971 році, попри те, що Джон перейшов в інший округ, де консерватори були популярніші, він програв вибори і втратив місце в раді.
Мейджор був активним членом молодіжного крила Консервативної партії. За словами його біографа Ентоні Селдона, він привернув велику кількість молоді у Брікстоні в ряди Консервативної партії. Селдон пише також, що великий вплив на нього зробила Джин Кіренс, яка була на 13 років старша за нього і стала його вчителем, а потім і коханкою. Спілкування з нею підготувало Джона до політичної кар'єри і привело до того, що він став більш амбіційним і в той самий час навчився грамотніше подати себе. Їх відносини продовжувалися з 1963 по 1968 роки.

## Робота в парламенті й уряді
На загальних виборах 1974 року Мейджор балотувався до парламенту в Північному Сент-Панкрасі, де були традиційно сильні лейбористи, і не зміг перемогти. У листопаді 1976 він був обраний кандидатом від консерваторів в Гантінгдонширі, і на наступних загальних виборах 1979 року був обраний до парламенту. Потім він переобирався від того ж округу в 1987, 1992 і 1997 роках, причому у 1992 році з рекордною перевагою в голосах. У виборах 2001 року Мейджор вже не брав участь.
Він був секретарем парламенту з 1981 року, потім парламентським організатором партії (assistant whip) з 1983 року. У 1985 році Мейджор став заступником міністра з соціальних питань, а з 1986 року — міністром в тому ж відомстві. Потім у 1987 році він став заступником міністра фінансів, а у 1989 несподівано був призначений міністром закордонних справ, незважаючи на відсутність дипломатичного досвіду. Він пробув на цій посаді всього три місяці, після чого перейшов на посаду міністра фінансів. На цій посаді він встиг представити парламенту лише один бюджет — навесні 1990 року.
Восени 1990 року в Консервативній партії під впливом опозиції Маргарет Тетчер пройшли перевибори лідера партії. Тетчер програла в першому турі і відмовилася від участі в другому. Тоді Мейджор вирішив взяти участь у виборах і виграв їх. Наступного дня, 27 листопада 1990 року, він був призначений прем'єр-міністром.

## На посаді прем'єр-міністра
Мейджор обійняв посаду прем'єр-міністра незадовго до того, як почалася війна в Перській затоці. Він грав в цій війні одну з ключових ролей. Зокрема, саме він переконав американського президента Джорджа Буша-старшого оголосити територію іракського Курдистану забороненою зоною для польотів іракської авіації. Це допомогло захистити курдів і мусульман-шиїтів від переслідувань з боку режиму Саддама Хусейна.
У перший рік правління Мейджора світова економіка переживала спад, перші ознаки якого були помітні ще в час правління Маргарет Тетчер. Економіка Великої Британії через це також опинилася не в найкращому стані. Очікувалося тому, що на загальних виборах 1992 року консервативна партія, очолювана Мейджором, швидше за все програє лейбористам, на чолі якої стояв Ніл Кіннок. Проте Мейджор не погодився з цим і став проводити кампанію в «вуличному» стилі, виступаючи перед виборцями у дусі своїх колишніх мов в боро Ламберт. Яскраві виступи Мейджора контрастували з плавнішою кампанією Кіннока і привернули симпатії виборців. Консервативна партія виграла вибори, хоч і отримала неміцну парламентську більшість у 21 місце, а Мейджор удруге став прем'єр-міністром.
Всього через 5 місяців після початку другого терміну прем'єрства Мейджора вибухнула фінансова криза, що увійшла до історії як «Чорна середа». Криза була спровокована валютними спекулянтами (найвідомішим з яких був Джордж Сорос), які зіграли на суперечностях в європейській валютній системі і викликали різке падіння курсу британського фунта. Уряд Великої Британії вимушений був піти на девальвацію фунта і вийти з європейської валютної системи (ERM). Ходили чутки, що стрес, викликаний цією кризою, був причиною тимчасового розладу розуму у Мейджора. Мейджор заперечував це, хоч і визнавав, що був дуже близький до відставки в дні кризи, і навіть написав лист з проханням про відставку на ім'я королеви, хоча так і не відправив його. З іншого боку, міністр фінансів уряду Норман Ламонт (28 листопада 1990 р. — 27 травня 1993 р.) говорив, що Мейджор був спокійний в ці дні. Не зважаючи на це, в автобіографії Ламонт послідовно критикує Мейждора за його нездатність ухвалити чітке рішення і його відмову вивести фунт з європейської валютної системи на самому початку кризи. На думку Ламонта, через це мільярди фунтів були витрачені дарма на безплідні спроби утримати курс фунта в необхідних межах, хоча було вже ясно, що зробити це швидше за все не вдасться.
Протягом 7 місяців після чорної середи Мейджор зберігав склад свого уряду незмінним, але потім, виходячи з політичної доцільності, запропонував Ламонту (що став украй непопулярним) іншу урядову посаду (міністр у справах довкілля). Образившись, Ламонт подав у відставку, а ключову посаду канцлера скарбниці обійняв політичний важкоатлет — Кеннет Кларк. Тривала пауза на тлі кризи, що продовжувалася, була сприйнята спостерігачами, як нездатність прем'єра ухвалювати рішення, і популярність Мейджора ще більше впала.
Після вимушеного виходу Великої Британії з європейської валютної системи британська економіка відновлювалася досить швидкими темпами. Цьому сприяла гнучка економічна політика з плаваючим валютним курсом і низькою ставкою рефінансування, а також те, що падіння курсу фунта підвищило привабливість британських товарів за кордоном, і експорт різко зріс.

## Поразка на виборах
Падіння авторитету консерваторів привело до поразки партії на виборах 1997, і ця поразка стала наймасштабнішою від часу реформи політичної системи Британії 1932 року. В новому парламенті оновлені лейбористи на чолі з Тоні Блером одержали 418 місць, консерватори лише 165, і ліберали 46. Сам Мейджор пройшов до парламенту, але багато ключових міністрів його уряду зазнали поразки. 2 травня Джон Мейджор склав повноваження прем'єра. Нетривалий час він лишався лідером парламентської опозиції, допоки в червні консерватори не обрали собі новим головою Вільяма Хейга. Мейджор лишався членом Палати громад до наступних виборів 2001.

## Нагороди
Кавалер ордену підв'язки.